# Erromenus melanonotus
Erromenus melanonotus är en stekelart som först beskrevs av Johann Ludwig Christian Gravenhorst 1829.  Erromenus melanonotus ingår i släktet Erromenus och familjen brokparasitsteklar. Arten är reproducerande i Sverige. Inga underarter finns listade i Catalogue of Life.